# Kurtoğlu Muslihiddin Reis
 (avril 2018).
Améliorez-le ou discutez des points à vérifier. 
 (avril 2017).
Le contenu est difficilement compréhensible vu les erreurs de traduction, qui sont peut-être dues à l'utilisation d'un logiciel de traduction automatique.
Kurtoğlu Muslihiddin Reis, né en 1487 et mort vers 1535, est un pirate et amiral de l'Empire ottoman, ainsi que le Sandjak Bey (gouverneur de province) de Rhodes. Il joue un rôle important dans les conquêtes ottomanes de l'Égypte (1517) et de Rhodes (1522) à la tête des forces marines de l'Empire ottoman. Il a également contribué à la création de la flotte de l'Empire ottoman dans l'océan Indien, basée à Suez, dont plus tard son fils, Kurtoğlu Hızır Reis prendra la commande.
Kurtoğlu Muslihiddin Reis fut le père de Kurtoğlu Hızır Reis, l'amiral en chef de l'Empire ottoman dans l'océan Indien. Il commanda l'expédition navale de la flotte ottomane à Sumatra en Indonésie (1568-1569) afin de la protéger contre les agressions portugaises. La flotte ottomane est arrivée à 1569 dans la province d'Aceh. Le dirigeant d'Aceh, le Sultan Aladin, avait déjà en 1565 déclaré son allégeance à l'Empire ottoman. Cette arrivée marqua la borne orientale jusqu'alors de l'expansion territoriale ottomane. Aceh demeure en effet un protectorat ottoman jusqu'à la fin du XVIIIe siècle, et un allié de l'Empire ottoman jusqu'en 1904, date à laquelle il passe sous le contrôle des néerlandais.
Kurtoğlu fut connu sous le nom de Curtogoli en Europe, particulièrement en Italie, en France et en Espagne. Il est également appelé Cadegoli, Cadoli, Gadoli, Kurtog Ali, Kurdogli, Kurdogoli, Kurdoglou, Cartugli, Cartalli et Orthogut dans diverses sources européennes.

## Débuts
Le nom Kurtoğlu veut dire Fils de Kurt (Loup) en turc. C'est un nom de famille qu'hérite Muslihiddin de son père Kurt Bey, un marin turc de l'Anatolie qui est allé en Afrique du nord-ouest comme pirate avec les autres pirates de cette époque tels que les frères Barberousse, Aruj et Hayreddin Barbarossa.
Hayreddin Barberousse est devenu un ami proche de Kurtoğlu, et ce dernier nomma son fils après lui. Aruj, Hayreddin Barbarossa, Kemal Reis, Piri Reis et Kurtoğlu ont coopéré dans la Méditerranée à bien des reprises. En 1522 Hayreddin Barberousse envoya sa flotte privée à l'aide des forces de Kurtoğlu lors de la conquête de Rhodes, la base de d'opération de l'ordre de Saint-Jean de Jérusalem[réf. nécessaire].

## Première carrière comme corsaire
En 1508 Kurtoğlu obtint la permission du sultan hafside Abu Mohammed Abdullah de se servir de Bizerte comme base d'opération sur les côtes ouest de la Méditerranée. Le sultan, en retour, devait recevoir un cinquième de ses gains. Kurtoğlu assembla une flotte d'une trentaine de navires, portant six mille corsaires, et en été de 1508 il attaqua la Ligurie. Il fit débarquer ses troupes à Diano Marina et mit la ville à sac[réf. nécessaire].
L'année suivante il reçut une demande d'aide du sultan ottoman Bajazet II, qui désirait sa participation à l'assaut contre Rhodes. En février 1509 il prit part à l'expédition sur Rhodes contre l'ordre de Saint-Jean de Jérusalem, à la commande de 17 navires portant des janissaires. Cependant le siège ne réussit pas et fut à la fin levé[réf. nécessaire].
En août 1509, près de l'estuaire du fleuve Tibre en Italie centrale, il engagea deux galères des États pontificaux sous la commande de Baldassarre di Biassa, dont il en captura une. En septembre 1510, avec un escadron de neuf fustes, il a débarqué sur l'île d'Andros, alors sous contrôle vénitien, et y prit des douzaines de captifs pour rançon. En septembre, avec un escadron de six fustes, il a débarqué sur l'île génoise de Chios et força son gouverneur à payer 100 000 aspri (pièces d'argent) pour la libération de l'île[réf. nécessaire].
Entre 1510 et 1514, Kurtoğlu opéra dans la mer Tyrrhénienne et sur les côtes d'Espagne, réduisant à quasiment rien le commerce maritime aux alentours de la Sicile, la Sardaigne, la Calabre, et le royaume de Naples. En été 1514, avec une galère et trois fustes, il captura une flottille génoise près de la Corse, ainsi que son capitaine, Matteo Trucco[réf. nécessaire].
En février 1515, Kurtoğlu attaqua Rhodes et en juillet il débarqua à Chios, d'où il mit les voiles pour faire une razzia sur les côtes de la Sicile. Plus tard en 1515, il apparut au large des côtes de la Ligurie, où il s'empara d'une galère génoise et la remorqua avec tout son équipage jusqu'à Bizerte, sa base. En février 1516, il se trouva au large de l'île de Corfou où il reçut un message du sultan ottoman Sélim Ier, qui était à ce moment à Edirne (Adrianople). Sélim l'invita à se joindre à la marine ottomane. Kurtoğlu jouera un rôle important dans les conquêtes ottomanes en Égypte en 1517 et à Rhodes en 1522[réf. nécessaire].
En avril 1516, avec une force de vingt navires, il attaqua et mit à sac les villes côtières de la Ligurie, et captura aussi une galère. À mi-avril, il captura une flotte de 18 navires siciliens de commerce qui voyageaient sur Gênes et les envoya à Bizerte. Il partit ensuite en Toscane où il bloqua quasiment tous les vaisseaux dans le voisinage du port de Civitavecchia. Pour le combattre, les États pontificaux avaient préparé une flotte sous la commande de Giovanni di Biassa et Paolo Vettori. Toujours en avril, Kurtoğlu attaqua les côtes de la Catalogne en Espagne[réf. nécessaire].
En mai 1516, avec Hayreddin Barbarossa et Piri Reis, Kurtoğlu débarqua une fois de plus en Ligurie. Pour combattre les Ottomans, les Génois s’étaient alliés aux forces des États pontificaux sous la commandes de Frédéric Frégose, l'archevêque de Salerne. Ils furent aussi rejoints par les forces du Pregeant de Bidoux, de Bernardino d’Ornesan et de Servian, qui entre eux disposaient de six galères et trois galions. Entretemps, la flotte jointe de Kurtoğlu, Hızır Reis et Piri Reis, qui totalise 27 navires (4 galères et 24 fustas) attaqua le port de Civitavecchia, avant de naviguer par le canal de Piombino et de débarquer sur les îles de Giannutri et d'Elbe, où ils ont mis le siège à la forteresse[réf. nécessaire].
En juin 1516, Kurtoğlu débarque sur la côte des Pouilles et prit plus de 800 prisonniers. De là il voyagea autour de la Calabre jusqu'à la mer Tyrrhénienne, où il captura un navire sicilien qui venait d'arriver d'Angleterre et de décharger sa cargaison au port de Gênes avant de se rendre en Sicile. Il fit alors son retour à Djerba[réf. nécessaire].

## Amiral de la marine ottomane
Lorsqu'il était à Djerba, Kurtoğlu a reçu le Kapucubaşı de Sélim Ier qui lui proposa de devenir amiral de la marine ottomane et de se joindre à l’expédition ottomane contre les Mamelouks basés en Égypte (1516–1518). Kurtoğlu accepta et commença tout de suite ses préparations, mais l'attaque franco-espagnole sur La Goulette et Bizerte en août 1516 a retardé sa participation. Les forces franco-espagnoles furent rejointes par la flotte des États pontificaux commandée par Frédéric Frégose, l'archevêque de Salerne, qui apportait une force de mille soldats. Ils furent accompagnés des forces de Paolo Vettori, qui avait dous son commandement cinq vaisseaux des États pontificaux, trois galères et deux brigantins), les forces de Giovanni et Antonio di Biassa, qui disposait de quatre galères pontificales, la force de Andrea Doria, qui commandait huit galères génoises, et les forces jointes du Pregeant de Bidoux, de Bernardino d’Ornesan et de Servian, qui totalisaient six galères et trois galions. La flotte jointe espagnole-française-papale-génoise avait cherché Kurtoğlu dans la vaste région entre l'Île d'Elbe, la Capraia, le Corse et la Sardaigne avant d'arriver sur les côtes de la Tunisie[réf. nécessaire].
La flotte jointe mit alors la voile vers Bizerte. Les navires français et génois se sont cachés derrière l'île de La Galite la nuit, et le matin ont attaqué le port de Bizerte. Plusieurs navires de Kurtoğlu qui s'y trouvaient ont été détruits, mais au cours du combat Kurtoğlu réussit aussi à prendre six galères françaises. Il s'est plus tard servi de ces galères lors de la conquête ottomane de l’Égypte en 1517. Les forces de Gênes ont atterri au port mais ont été repoussés par les Ottomans et les Tunisiens et durent battre en retraite au cours de laquelle elles ont perdu deux galères[réf. nécessaire].
Kurtoğlu quitta enfin Bizerte et partit se joindre à la flotte ottomane qui se dirigeait vers l’Égypte. En route, il est passé par l'Albanie, où il prit un navire vénitien près de l’entrée à la mer Adriatique. En septembre 1516, il prit part à la campagne navale contre les mamelouks en Égypte[réf. nécessaire].
Plus tard, en septembre 1516, il est arrivé à Chios avec quatre galiotes et 18 futes. Là, il chargea ses navires d'eau et d'autres provisions avant qu'il ne mit à sac les ports de Crète, sous contrôle vénitien. Autour du Cap Maleo à Rhodes il s'est aperçu de deux navires vénitiens, dont l'un se dirigeait vers Cythère (Cerigo). Là, l'équipage vénitien réussit à débarquer mais dut abandonner le navire aux forces de Kurtoğlu. L'autre navire vénitien fut pris en pleine mer ainsi que son équipage et son capitaine, Marino Falier, qui avait 2 000 ducats d'or mais dut néanmoins en payer 3 000 de plus avant qu'il n'obtienne sa liberté[réf. nécessaire].
Entretemps, Kurtoğlu prit encore deux vaisseaux vénitiens - une caravelle et un galion. Il voyagea alors vers Fraschia, Retimo et Chania en Crète, ou il prit plusieurs autres navires. Après qu'il eut quitté la Crète, il attaqua quatre autres îles sous contrôle vénitien dans la mer Égée: Mykonos, Skyros, Sérifos et Milos. Il voyagea alors vers la Calabre avec quinze navires et atterrit à Crotone, où il bombarda la forteresse de la ville. Il prit voile par la suite vers Pouilles avec deux galères, trois galiots, six fustas et quatre autres navires, et mit pied à terre à Salente avant de mettre Supersano à sac. Il prit plusieurs prisonniers mais les remit en liberté contre un rançon de 1 200 ducats en or[réf. nécessaire].
De là Kurtoğlu est parti vers la mer Adriatique, où deux galères vénitiens commencèrent à le suivre, le gardant à vue pour épier ses actions. Aux alentours du Cap Santa Maria à Leucade (Leuca) d'autres corsaires se sont joints à sa flotte, qui atteignit en conséquence un nouveau total de 22 navires. Vers la fin septembre 1516, il s'est rendu à Otrante et y captura un navire vénitien de Zante avant de prendre deux fustas papales. Les Vénitiens se sont sentis intimidés par sa flotte et semblaient ne rien pouvoir contre lui et ses manœuvres dans la mer Adriatique. En octobre 1516, Kurtoğlu débarque à Lavinio avec une force de 18 fustas. Il espérait y prendre le pape, Léon X, qui y était alors, participant à une chasse royale ; mais les sentinelles du pape l'ont averti à temps de l'attaque de Kurtoğlu et ont pu vite et en toute sécurité reconduire le pape à Rome. Kurtoğlu, cependant, mit à sac chacune des localités entre Lavinio et Anzio, avant de reprendre ses navires et de partir vers l'île d'Elbe, qu'il captura et mit à sac. En novembre 1516, il débarque en Sardaigne avant de se rendre à Bizerte[réf. nécessaire].

## Commande de l’expédition marine ottomane en Égypte (1517)
En mars 1517, avec sa propre force de 30 navires, Kurtoğlu rejoint un vaste flotte ottomane se dirigeant vers l'Égypte près de Bozcaada (Tenedos) et une fois de plus prit part à la campagne ottomane contre le pouvoir mamelouk. Le Sultan Sélim Ier lui confia la tâche de patrouiller les rives égyptiennes et de prévenir l'évasion de Tuman Bay (Tomanbay), le dernier sultan mamelouk, qui s'est enfin soumis le 14 avril 1517[réf. nécessaire].
À la suite du retour de la flotte ottomane à Constantinople, Kurtoğlu se mit à l'assaut des Hospitaliers de l'ordre de Saint-Jean de Jérusalem à Rhodes avec une force de 35 navires. De là, il partit en direction de Chios et de l'Anatolie, où il a repris des provisions avant de se diriger vers Pianosa avec 13 navires (1 galère, 3 galiots, 9 fustas) où il a rencontré la flotte d'Andrea Doria, qu'il a poursuivie jusqu'au voisinage du Cap Sainte-Andrée à l'île d'Elbe, où davantage de navires génois sont apparus. Il attaqua le navire amiral d'Andrea Doria avec sa propre galère et cinq fustes, tandis que les autres navires ottomanes engagèrent les navires génois qui restaient. Le combat s'est terminé par une impasse et il y eut des centaines de pertes humaines des deux côtés[réf. nécessaire].

## Flotte égyptienne et flotte de l'océan Indien
En juin 1517 Kurtoğlu entra au port d'Alexandrie avec une énorme flotte ottomane de 170 navires, prenant en passant deux navires génois transportant une cargaison valant 100 000 ducats. Aussi en juin, accompagné de plusieurs navires légers, il est entré dans le Nil et l'a navigué vers le sud jusqu'au Caire, avant de se retourner sur Alexandrie, où il a pris un navire de la république de Raguse[réf. nécessaire].
En juillet 1517, Kurtoğlu remonta le Nil avec une force de 25 vaisseaux, qui comprenait de grands navires comme les galères, galiots et fustas. Le sultan Sélim 1er qui l'avait nommé comme commandant, l'accompagna, voulant faire personnellement le tour de la province la plus récente de l'Empire ottomane, qui également avait fourni à la dynastie ottomane le titre de calife. Kurtoğlu établit la flotte ottomane de la mer Rouge et de l'océan Indien. Basée à Suez, elle devra faire face à la flotte portugaise basée à Goa à plusieurs reprises, tout au long du XVIe siècle[réf. nécessaire].
À cette époque, Kurtoğlu recevait un salaire quotidien de 80 aspri (pièces d'argent)[réf. nécessaire].
Vers la fin juillet, il s'embarqua avec sa flotte, partant d'Alexandrie portant 500 janissaires supplémentaires, vers le détroit des Dardanelles. En octobre 1517, il est apparu à Rhodes et en décembre, il mit à sac l'île vénitienne de Naxos, le centre du Duché de Naxos. Cependant, l'Empire ottoman s'était allié à la république de Venise et Piri Reis fit transmettre à Kurtoğlu l'ordre de Sélim exigeant la libération des Vénitiens captifs. En janvier 1518, Kurtoğlu arriva à Constantinople et a été réaffecté à la commande d'une autre grande flotte, malgré les protestations du baylo vénitien de cette ville[réf. nécessaire].
En mars 1518, Kurtoğlu a pris un navire vénitien près de Mytilène à Lesbos, et a attaqué une fois encore Naxos. En octobre 1518, le baylo vénitien a déposé une nouvelle plainte auprès de la Sublime Porte, prétendant que Kurtoğlu avait capturé 3 000 vénitiens et les avait transportés dans les ports de l'Anatolie. En décembre 1518, Kurtoğlu rejoint la flotte de Piri Reis et patrouilla avec lui dans les eaux entre l'Imbros et Chios[réf. nécessaire].

## Commandant de la marine ottomane lors du siège de Rhodes (1521-1522)
En mars 1519 Kurtoğlu s'est rendu à Constantinople et en septembre 1519 Sélim Ier lui donna la commande de la flotte ottomane qu'on préparait alors pour la capture de Rhodes, le siège des Hospitaliers de l'ordre de Saint-Jean de Jérusalem. La conquête de Rhodes fut finalement conduit par le fils de Sélim I, Soliman le Magnifique, après le mort de son père en 1520[réf. nécessaire].
En mai 1521 Kurtoğlu prit voile de Constantinople avec une grande flotte de 30 galères et 50 fustas, et se dirigea sur Rhodes pour tenter de conquérir cette île. Kurtoğlu voulait aussi se venger sur les Hospitaliers, qui avaient tué deux de ses frères et en gardaient un autre prisonnier à Rhodes. Arrivant au Cap Maleo à Rhodes avec sa flotte, Kurtoğlu fit atterrir ses troupes sur l'île et tenta de prendre le grand maître, Philippe de Villiers de L'Isle-Adam, qui réussit à s’échapper. Kurtoğlu alors bloqua l’entrée du bras de mer de Rhodes et fit couler plusieurs vaisseaux au port, tout en prenant un navire vénitien de Crête. Se rendant compte de l’impossibilité de conquérir l'île avec le nombre de soldats à sa disposition, Kurtoğlu remit le siège à une date plus lointaine et demanda des renforts[réf. nécessaire].
Entretemps, Kurtoğlu s'était joint aux forces de Kara Mahmud et participa a l'expédition marine à Dobruja et l'expédition terrestre en Valachie, en juillet 1521[réf. nécessaire].
Au début de 1522, Kurtoğlu est revenu à Rhodes et tenta de saisir le navire de Villiers de L'Isle-Adam, alors qu'il rentrait de Marseille à Rhodes avec le Pregeant de Bidoux. En mai 1522, avec 30 galères, Kurtoğlu est apparu au Cap Sant’Angelo, et entre juin et juillet il avait la commande du siège ottoman final et réussi de Rhodes, avec Kara Mahmud, sous la commande suprême de Mustafa Pahsa (et plus tard de Soliman le Magnifique, qui prit personnellement la commande du siège le 28 juillet 1522). Kurtoğlu mit ses troupes à terre sur l'île le 26 juin 1522. Vers la fin de juillet il est apparu devant la ville de Rhodes[réf. nécessaire].
Les Ottomans prirent finalement l'île de Rhodes vers la fin 1522[réf. nécessaire].

## Sandjak Bey (gouverneur provincial) de Rhodes
À la suite de la conquête ottomane de Rhodes à la fin de 1522, Kurtoğlu fut nommé Sandjak Bey (gouverneur de province) de Rhodes par Soliman le Magnifique[réf. nécessaire].
En mars 1524, Kurtoğlu rassembla une grande force de troupes de l'Anatolie et assembla sa flotte à Rhodes avant de mettre voile pour l'Égypte, où il a mis à bas la révolte des janissaires à Alexandrie et, plus tard, sur les côtes du Liban avec Ayaz Pacha. Il est retourné en Égypte en avril 1524[réf. nécessaire].

## De retour dans les mers Ioniennes et Tyrrhéniennes
En août 1524 Kurtoğlu arriva a Eubée avec une galère, deux galliots, et quinze fustas, et après quelque temps, il mit les voiles à nouveau vers Apulia, débarquant à Otrante et Gallipoli, où il prit un grand navire ainsi que sept autres navires plus petits. De Gallipoli, Kurtoğlu traversa le golfe de Tarente et atteignit la Sicile, où il mit ses troupes à terre et attaqua plusieurs ports, puis partit vers le nord à la mer Tyrrhénienne, puis au sud sur la côte des Barbaresques en Afrique du nord-ouest[réf. nécessaire].

## Retour en Méditerranée orientale
En mai 1525 Kurtoğlu est survenu aux côtes de la Crête (Candia) où il a saisi quatre bateaux vénitiens. En août 1525, il fut une fois de plus de retour à Constantinople avec sa propre galère, tandis qu'il laissa ses autres navires à Tinos, où il avait pris un total de 27 vaisseaux (six galères, deux grands navires, un galleon et 18 fustas)[réf. nécessaire].
À Constantinople, il reçut trois grands navires et dix galères de Soliman le Magnifique et prit voile pour combattre les Hospitaliers de l'ordre de Saint-Jean de Jérusalem, qui opéraient maintenant d'une nouvelle base en Sicile avec le soutien de corsaires maltais et nuisaient au commerce maritime ottoman. Les Hospitaliers se sont par la suite déplacés à Malte en 1530, qui devint leur siège final[réf. nécessaire].
En avril 1527, on lui donna une autre mission, de combattre les corsaires chrétiens, qu'il poursuivit avec dix galères. En juillet 1527, il arriva à Cape Maleo avec une force de quatre galères, trois fustes et une brigantine, et captura deux galères vénitiennes et fit couler le navire vénitien Grimana. Il a vendu la cargaison saisie à Modon avant de naviguer à Rhodes avec les navires capturés. De là, il voyagea à Constantinople, arrivant en novembre 1527[réf. nécessaire].

## Opérations finales et décès
En avril 1530, Kurtoğlu quitta les Dardanelles avec une force de 36 galères et voyagea à Rhodes. En juin 1530 il est apparu aux côtes de la Sicile avec vingt galères et se mit à la chasse de Formillon, un célèbre pirate français de l’époque qui nuisait à la commerce ottomane. Il s'est alors rendu à Istanbul, qu'il quitta en 1532, arrivant à Rhodes en avril 1532. En août il a été à Zante où il eût des pourparlers avec Vincenzo Capello, alors amiral-en-chef de la flotte vénitienne, et qui plus tard aura la commande des forces vénitiennes à la bataille de Préveza en 1538[réf. nécessaire].
Des vénitiens, il acheta pour 400 ducats en or de la soie et des vêtements, puis s'est rendu à Modon. Sur ce voyage il captura deux navires vénitiens (Zena, une galère, et un autre vaisseau), avec leurs cargaisons. Le gouverneur vénitien de Zante, Matteo Barbarigo, demanda à Kurtoğlu de lui rendre le Zena, mais Kurtoğlu refusa. Leurs forces se sont rencontrées, et dans l'escarmouche Kurtoğlu endommagea un galion vénitien lorsqu'il bombarda les ports vénitiens de Zante et de Céphalonie. En février 1533 il revint a Rhodes[réf. nécessaire].
En mai 1533, tandis que Barberousse envoya un navire qu'il avait pris des vénitiens à partir d'Alexandrie à Constantinople, un escadron appartenant à la république de Venise a retrouvé le navire et a commencé à le bombarder. Kurtoğlu, en entendant le bruit des bombardements à distance, est arrivé à temps pour sauver le navire et en chasser les forces vénitiennes, tout en remorquant le navire au port de Finike en Anatolie et sauvant sa cargaison précieuse. En juin 1533, il est apparu au large de Coron avec 25 navires, avant de remorquer un navire vénitien capturé par la flotte Ottomane à Rhodes. Toujours en juin, il prit la voile, avec une force de quatre galiots et deux brigantines, et a capturé deux galères Vénitiennes près de Samos qui portaient des armements envoyés pour défendre le château vénitien près de Coron des attaques ottomanes. Il a ensuite navigué à Coron et força le commandant vénitien Francesco Nicardo, à qui avait été délégué la tâche de défendre la région contre les ottomans, de s'en éloigner. Dans l'intervalle, il a libéré un navire ottoman qui avait été pris par les Hospitaliers de Saint-Jean et le ramena à Rhodes, avant de retourner à Coron et de continuer le blocus de la zone avec une force de 40 navires, qui a empêché l'arrivée de la flotte vénitienne de soutien. En août 1533 il revint à Rhodes. En septembre 1533, il patrouilla dans la région entre Milos et le Cap Maleo à la recherche pour des navires vénitiens et corsaires chrétiens qui opéraient dans la région[réf. nécessaire].
En octobre 1533, il a patrouillé à proximité de Rhodes, où il resta jusqu'à sa mort autour de 1535[réf. nécessaire].

## Héritage
Kurtoğlu fut de la génération des grands mariniers ottomans du XVIe siècle, tels que Barberousse, Aruj, Kemal Reis, Piri Reis, Turgut Reis, Murat Rais, Piyale Pacha et autres[réf. nécessaire].
Il a joué un rôle clé dans la conquête de l'Égypte (1517) et de Rhodes (1522). L’Égypte est demeuré, de facto, une province ottomane jusqu'en 1882, et de jure, jusqu'en 1914. Rhodes est resté une île ottomane jusqu'en 1912[réf. nécessaire].
Kurtoğlu a établi la flotte de l'Empire ottoman basée à Alexandrie et la flotte de l'océan Indien basée à Suez, avec plus tard d'autres bases à Aden et à Bassorah[réf. nécessaire].
Son fils Kurtoğlu Hızır Reis est devenu célèbre comme commandant de la flotte de l'Empire ottoman dans l'océan Indien contre les forces portugaises basées à Goa et en tant que dirigeant de l’expédition navale de l'Empire ottoman contre Sumatra en Indonésie (1568-1569). La province Aceh de Sumatra a fait allégeance à l'Empire ottoman en 1565, et est devenue une partie de l'Empire ottoman avec l'arrivée de la flotte ottomane et des troupes ottomanes qui s'y sont stationnées en 1569. Ce fut le point le plus à l'est qu'a atteint l'expansion territoriale ottomane[réf. nécessaire].